# 阿爸 (阿蘭語)
阿爸（Abba），亦作阿爸父，源自阿蘭語的אבא，意思就是父親。在基督教，這個字的意思被延伸到信徒與上帝的關係，就好像父親與兒子一樣，所以基督徒都可以稱呼上帝為我們的「阿爸父」或「天父」。聖經記載耶穌曾經說過「也不要稱呼地上的人為父．因為只有一位是你們的父、就是在天上的父。 」字面上的解釋是只能叫上帝做父，不要稱呼自己的父親為父。